# NGC 1349
NGC 1349 في الفهرس العام الجديد، هي مجرة، تقع في كوكبة الثور (كوكبة). اكتشفت في 20 ديسمبر 1886 بواسطة لويس سويفت.

## روابط خارجية
- NGC 1349 على موقع ويكي سكاي: DSS2, SDSS, GALEX, IRAS, Hydrogen α, X-Ray, Astrophoto, Sky Map, Articles and images